# 2 Grupa Saperów (II RP)
2 Grupa Saperów – szkoleniowo – organizacyjna struktura niemacierzysta saperów Wojska Polskiego II RP.

## Historia
Na początku grudnia 1934 zostały zlikwidowane brygady saperów. W ich miejsce utworzono Grupy Saperów. Dowódcy grup podlegli bezpośrednio dowódcy saperów, a ich zakres działalności był analogiczny, jak dowódców brygad. Dowódcą 2 Grupy Saperów (saperskiej) został płk Maksymilian Hajkowicz, a oficerem sztabu mjr Franciszek Kostek.

## Struktura organizacyjna
Dowództwo Grupy
- 1 batalion saperów Legionów – Modlin
- 2 batalion saperów – Puławy
- 3 batalion saperów – Wilno
- 4 batalion saperów – Przemyśl
- 5 batalion saperów – Kraków
- 6 batalion saperów – Brześć
- 7 batalion saperów – Poznań
- 8 batalion saperów – Toruń

## Dowódcy 2 Grupy Saperów
- płk Maksymilian Hajkowicz